# Občina Vransko
Občina Vransko je jednou z 212 občin ve Slovinsku. Nachází se ve střední části státu v Savinjském regionu. Občinu tvoří 16 sídel, její rozloha je 53,3 km² a k 1. lednu 2017 zde žilo 2 604 obyvatel. Správním centrem občiny je Vransko.

## Geografie
Občina leží na hranicích historických území Kraňsko a Dolní Štýrsko. Je jednou z 33 občin Savinjského regionu. Povrch občiny je přavážně lesnatý a nachází se v nadmořské výšce zhruba od 310 m na severovýchodě až po více než 1200 m na jihu. Nejvyšším bodem je Črni vrh, jehož vrchol (1205 m n. m.) však již leží těsně za hranicí občiny. Na jihozápadě přitéká ve výšce cca 440 m n. m. říčka Bolska pramenící v občině Kamnik. Protéká občinou a u sídla Prekopa ve výšce cca 310 m n. m. vtéká do sousední občiny Tabor. Občinou Vransko prochází nejstarší slovinská dálnice A1, která spojuje Vransko s hlavním městem Lublaní (slovinsky Ljubljana) a městy Celje a Maribor.

## Členění občiny
Občina se dělí na 16 sídel: Brode, Čeplje, Čreta, Jeronim, Limovce, Ločica pri Vranskem, Prapreče, Prekopa, Selo pri Vranskem, Stopnik, Tešova, Vologa, Vransko, Zahomce, Zajasovnik, Zaplanina.

## Sousední občiny
Sousedními občinami jsou: na severu Nazarje a Braslovče, na východě Tabor, na jihu Zagorje ob Savi a na západě Kamnik.